# Yang Wenhui

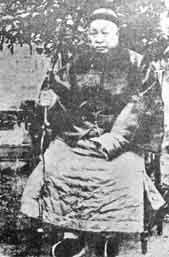
Yang Wenhui

Yang Wenhui (chinesisch 楊文會, Pinyin Yáng Wénhùi, W.-G. Yang Wenhui; 1837–1911) war ein chinesischer buddhistischer Reformer. Er trat vor allem als Verleger in Erscheinung und wird auch als „Vater der Modernen Buddhistischen Renaissance“ (chinesisch 近代中国佛教复兴之父, Pinyin Xiandai Zhongguo Fojiao Fuxing zhi Fu) bezeichnet. Sein Ehrenname lautete Rénshān (仁山). 

## Leben
Yang Wenhui stammte aus Shídài (石埭, heute: Shítái) in Anhui. Als Kind lebte er mit seinem Vater in Peking. Durch den Taiping-Aufstand waren sie gezwungen, an das Delta des Jangtsekiang auszuweichen. Zunächst studierte der Junge die konfuzianischen Klassiker. 1862 erhielt er jedoch ein Exemplar des Dàchéng Qǐxìn lùn (大乘起信論 - Awakening of Faith in the Mahayana), wodurch er sich für den Buddhismus zu interessieren begann. 1866 zog er nach Nanjing, wo er Bauprojekte für die Regierung betreute. Dort traf er auf andere buddhistische Laien, durch die seine Überzeugungen gestärkt wurden.
Bald darauf warb er zusammen mit Freunden um Geld für das Jīnlíng kèjīng chù (金凌刻經處 - Verlag für Sutren Jinling; Jinling Sutra Publishing House). 1878 begab er sich auf Reisen nach England und Frankreich. Von dort importierte er verschiedene wissenschaftliche Instrumente, die er an Forscher in China verschenkte. Während einer weiteren Englandreise traf er auf den japanischen Buddhisten Nanjō Bun’yū (南条文雄), mit dem er einen Briefwechsel begann und mit Nanjōs Hilfe war es Yang möglich mehr als 300 Sutrentexte aus Japan zu importieren, die in China verloren gegangen waren. 1894 arbeitete er mit dem britischen Missionar Timothy Richard (李提摩太) an einer Übersetzung des Dàchéng Qǐxìn lùn ins Englische.
1908 gründete er das Zhiheng-Kloster (祗洹精舍 Zhīhéng jīngshè), um Buddhismus auf dem Gelände des Verlags zu unterrichten. Die Lehrbücher dazu schrieb er selbst. Er lud den Dichter-Mönch Su Manshu ein, Sanskrit und Englisch zu unterrichten. Mehr als zwanzig Mönche nahmen am Unterricht teil, um für den Predigtdienst (Dharma) ausgebildet zu werden. Die Schule musste jedoch bereits nach zwei Jahren aufgrund fehlender Geldmittel wieder schließen.
1910 gründete Yang die Fóxúe yánjiù hùi (佛學研究會 Gesellschaft für Buddhistische Studien, Buddhist Research Society). Ouyang Jian (歐陽漸) war einer seiner Studenten und er war es, der nach dem Tod von Yang 1911 den Verlag und die Schule unter dem Namen Zhīnà nèi Xúeyuàn (支那內學院, China College für Innere Studien; Chinese Inner Studies College). Zu Yang Wenhui zahlreichen Schülern zählten auch Zhang Taiyan, Tan Sitong und Taixu.

## Werke
- Yang Wenhui 楊文會: Yang Renshan quanji 楊仁山全集 (Gesammelte Werke). Huangshan shushe 黃山書社 2000.
- Padma-dkar-po: Nieh pʻan tao ta shou yin yü chia fa yao 1978.
- Fojiao chuxue keben zhujie 佛教初学课本注解. 1967.